# Comuna de Domaszowice
Domaszowice (polaco: Gmina Domaszowice) é uma gminy (comuna) na Polónia, na voivodia de Opole e no condado de Namysłowski. A sede do condado é a cidade de Domaszowice.
De acordo com os censos de 2004, a comuna tem 3812 habitantes, com uma densidade 33,5 hab/km².

## Área
Estende-se por uma área de 113,86 km², incluindo:
- área agricola: 62%
- área florestal: 29%

## Demografia
Dados de 30 de Junho 2004:
|                      | Total   | Total | Mulheres | Mulheres | Homens  | Homens |
| -------------------- | ------- | ----- | -------- | -------- | ------- | ------ |
|                      | pessoas | %     | pessoas  | %        | pessoas | %      |
| População            | 3812    | 100   | 1934     | 50,7     | 1878    | 49,3   |
| Densidade (pop./km²) | 33,5    | 100   | 17       | 17       | 16,5    | 16,5   |

De acordo com dados de 2002, o rendimento médio per capita ascendia a 1296,67 zł.

## Subdivisões
- Domaszowice, Dziedzice, Gręboszów, Nowa Wieś, Polkowskie, Siemysłów, Strzelce, Wielołęka, Włochy, Woskowice Górne, Zofijówka.

## Comunas vizinhas
- Namysłów, Pokój, Rychtal, Świerczów, Wołczyn